# Paul Theroux
Pour les articles homonymes, voir Théroux.
Paul Edward Theroux, né le 10 avril 1941 à Medford, est un écrivain, romancier américain et ferroviphile connu pour ses romans et récits de voyage, surtout ferroviaires. 
Parmi ses ouvrages les plus célèbres, figurent Railway Bazaar (The Great Railway Bazaar, 1975), récit de son périple en train de la Grande-Bretagne au Japon en traversant l'Europe, la Russie, l'Asie du Sud et du Sud-Est, et son roman Le Royaume des moustiques (The Mosquito Coast, 1981), adapté au cinéma en 1986.

## Biographie
Theroux est né à Medford dans le Massachusetts d'un père canadien-français et d'une mère italo-américaine,. Il vient d'une famille composée d'écrivains, de poètes ou de journalistes, comme le scénariste et acteur Justin Theroux, son neveu. Après avoir fini ses études universitaires, il rejoint le Peace Corps et est envoyé au Malawi. En travaillant là-bas, il aide un opposant politique de Hastings Banda à s'échapper en Ouganda. Il est alors expulsé du Malawi et renvoyé du Peace Corps. Il part alors en Ouganda pour enseigner à l'Université Makerere. Là, commence une amitié de trois décennies entre Theroux et le romancier V. S. Naipaul, alors professeur en visite à l'université. Quand la vie dans l'Ouganda d'Amin Dada devient difficile, il part pour Singapour.
Son premier roman, Waldo, publié lorsqu'il était en Ouganda, rencontre un succès modeste. Il publie ensuite plusieurs romans, parmi lesquels Red and the Indians et Jungle Lovers and Jungle Shoppers.
Il s'installe à Londres en 1972 avant de mettre sur pied son voyage épique par train de Grande-Bretagne au Japon aller-retour. Son compte rendu de voyage est publié sous le titre Railway Bazaar (The Great Railway Bazaar), qui constitue son premier succès majeur comme écrivain. Il a depuis écrit plusieurs autres livres liés au voyage, y compris des descriptions de voyages en train de Boston en Argentine (Patagonie Express - The Old Patagonian Express ), de Russie jusqu'en Chine (La Chine à petite vapeur - Riding The Iron Rooster ), et du Caire au Cap (Dark Star Safari) ou autour de la Méditerranée (Les Colonnes d'Hercule - The Pillars of Hercules). C'est un voyageur qui s'attache à la description des gens et des endroits, avec une tendance appuyée à l'ironie attribuée sans doute à tort à de la misanthropie mais qui dénote un humour caustique. L'autre ouvrage non romanesque écrit par Theroux est Sir Vidia's Shadow, une relation de son amitié personnelle et professionnelle avec le prix Nobel V. S. Naipaul qui s'achève brutalement après trente années.
Son roman Docteur Slaughter sert de base au film, Half Moon Street (1986), avec Michael Caine et Sigourney Weaver, qui reçoit de mauvaises critiques cinématographiques. Mosquito Coast (James Tait Black Memorial Prize) a aussi fait l'objet d'un film du même nom (1986), dirigé par Peter Weir, avec Harrison Ford, Helen Mirren et River Phoenix. Ce dernier roman rencontre un certain succès. Chinese Box (1997) est un film sur la rétrocession de Hong Kong par l'Empire britannique à la République populaire de Chine dont le scénario est inspiré de thèmes que Theroux explore dans son roman de 1997 Les derniers jours de Hong Kong - Kowloon Tong.
Theroux vit actuellement[pas clair] au Cap-Vert. Il s'est marié à Anne Castle le 4 décembre 1967 (séparé en 1991, en a divorcé en 1993). Il est marié actuellement à Sheila Donnelly (depuis le 18 novembre 1995). Il a deux fils avec Anne Castle - l'écrivain et présentateur de télévision Marcel Theroux, et le présentateur de télévision Louis Theroux.

## Romans et nouvelles
- Waldo (1967).
- Fong And The Indians (1968).
- Murder In Mount Holly (1969).
- Girls At Play.
- Jungle Lovers.
- Saint Jack (1973), traduit en français par Françoise Cartano et publié aux Presses de la Renaissance en 1979 sous le titre Jack le Magnifique. Roman adapté au cinéma par Peter Bogdanovich sous le titre  Jack le Magnifique la même année.
- The Black House (1974).
- The Family Arsenal (1976), traduit en français par Françoise Cartano et publié aux Presses de la Renaissance en 1978 sous le titre Les Conspirateurs (préface d’Anthony Burgess).
- The Consul's File (suite de nouvelles, 1977).
- Picture Palace (1978) traduit en français par Françoise Cartano et publié aux Presses de la Renaissance en 1980 sous le titre Le Palais des Images[4].
- A Christmas Card (1978).
- London Snow (1980).
- World's End (nouvelles, 1980).
- Mosquito Coast (1981), traduit par Guy et Françoise Casaril et publié en français par les Presses de la Renaissance en 1983 sous le titre Le Royaume des Moustiques[5]. Adapté au cinéma par Peter Weir en 1986 sous le titre de Mosquito Coast, avec Harrison Ford et Helen Mirren. En 2021, dans la série télévisée The Mosquito Coast, le héros Allie Fox est interprété par le neveu de l’auteur, l’acteur Justin Theroux.
- The London Embassy (suite de nouvelles, 1982).
- Doctor Slaughter (1984) adapté au cinéma sous l’intitulé Half Moon Street (1986), titré Escort Girl en France, par Bob Swaim.
- O-Zone (1986) traduit en français par Gérard Lebec et publié chez Calmann-Lévy en 1989 sous le même titre.
- The White Man's Burden (1987).
- My Secret History (1989) traduit en français par Marie-Odile Fortier-Masek et publié en 1991 par les Éditions Robert Laffont sous le titre Mon histoire secrète.
- Chicago Loop (1990) / Chicago Loop, trad. française d'Isabelle D. Philippe, Éditions Robert Laffont (1992).
- Millroy The Magician (1993) (Millroy le magicien).
- Dr De Marr (1993), traduit en français par Dominique-Sila Khan et publié en 1993 sous le titre Docteur De Marr par les Éditions Belfond.
- My Other Life (1996).
- Kowloon Tong: a novel of Hong Kong (1997), traduit en français par Daniel Depland et publié en 1997 chez Grasset sous le titre Les Derniers Jours de Hong-Kong. Adapté au cinéma par Wayne Wang sous le titre Chinese Box en 1997.
- Hotel Honolulu (2001),  traduit en français par Dominique Peters et publié par les Éditions Grasset en 2002 sous le même titre.
- Nurse Wolf And Dr. Sacks (2001).
- Stranger At The Palazzo D'Oro (nouvelles, 2004) traduit en français par Marie-France Girod  et publié par les Éditions Grasset en 2005 sous le titre Retour au Palazzo d’Oro.
- Blinding Light  (2005).
- The Elephanta Suite (trois récits, 2007), traduit en français par Pierre Demarty et publié par les Éditions Grasset en 2009 sous le titre Suite Indienne.
- A Dead Hand: A Crime in Calcutta (2009).
- The Lower River (2012).
- Burma Sahib (2024)[6].

## Autres ouvrages
- V.S. Naipaul, an Introduction to His Work (1972)
- The Great Railway Bazaar (1975) traduit en français par Marie-Odile Fortier-Masek et publié par Grasset en 1987 sous le titre Railway Bazaar.
- The Old Patagonian Express (1979) traduit en français par Alexandre Kalda et publié par Grasset en 1989 sous le titre Patagonie Express.
- The Kingdom By The Sea (1983) traduit en français par Marie-Odile Masek et publié par Grasset en 1986 sous le titre Voyage excentrique et ferroviaire autour du Royaume-Uni[7].
- Sailing Through China
- Sunrise With Seamonsters (1985)
- The Imperial Way
- Riding The Iron Rooster (1988) traduit en français par Anne Damour et publié par Grasset en 1989 sous le titre La Chine à petite vapeur.
- To The Ends Of The Earth
- The Happy Isles Of Oceania (1992) traduit en français et publié par Grasset en 1993 sous le titre Les Îles Heureuses d’Océanie.
- The Pillars Of Hercules (1995) / Les colonnes d'Hercule, trad. d'Isabelle D. Philippe (Grasset, 1997)
- Sir Vidia's Shadow (1998)
- Fresh Air Fiend (2000)
- Dark Star Safari (2002) traduit en français et publié par Grasset en 2004 sous le titre Safari noir, du Caire au Cap à travers les terres[8].
- Ghost Train To The Eastern Star (2008)
- The Tao of Travel (2011)